# جون سيلفستر روس
جون سيلفستر روس هو سياسي كندي، ولد في 16 يوليو 1821، وتوفي في 1 يوليو 1882. انتخب عضو مجلس العموم الكندي.